# ديفيد بي. سوليفان
ديفيد بي. سوليفان (بالإنجليزية: David B. Sullivan)‏ هو سياسي أمريكي، ولد في 6 يونيو 1953 في فول ريفر في الولايات المتحدة. حزبياً، نشط في الحزب الديمقراطي. وقد انتخب عضو مجلس نواب ماساتشوستس.